# غراب جنگلی
غراب جنگلی (نام علمی: Corvus tasmanicus) نام یک گونه از سرده کلاغ است، که معمولاً به عنوان کلاغ تاسمانی نیز شناخته می‌شود، یک پرنده رهگذر از خانواده کلاغان است که بومی تاسمانی و بخش‌هایی از جنوب ویکتوریا، مانند ویلسون پرومونتوری و پورتلند، ویکتوریا است.
در بخش‌هایی از نیو ساوت ولز، از جمله دوریگو و آرمیدال، جمعیت‌هایی نیز یافت می‌شود. طول آن ۵۰ تا ۵۳ سانتی‌متر (۲۰ تا ۲۱ اینچ) است و دارای پر، منقار و پاهای کاملاً سیاه است.